# Паулина Тереза Вюртембергская
Принцесса Паулина Тереза Луиза Вюртембергская (нем. Pauline Therese Luise von Württemberg; 4 сентября 1800, Рига — 10 марта 1873, Штутгарт) — дочь герцога Людвига Вюртембергского и принцессы Генриетты Нассау-Вейльбургской. Королева-консорт Вюртемберга.

## Биография
Паулина Тереза родилась в семье герцога Людвига Вюртембергского и его жены принцессы Генриетты Нассау-Вейльбургской. Среди её братьев и сестёр были: Мария Доротея, эрцгерцогиня Австрии; Амалия, герцогиня Саксен-Гильдбурггаузенская; Елизавета Александрина, принцесса Баденская, и Александр Вюртембергский (основатель Текской ветви Вюртембергского дома).
Её предками по отцовской линии были герцог Фридрих II Евгений, герцог Вюртембергский и принцесса Фридерика Доротея Бранденбург-Шведтская.
По материнской линии она была внучкой Карла Кристиана, принца Нассау-Вейльбургского, и принцессы Каролины Оранской-Нассау, дочери Вильгельма IV, принца Оранского.

## Брак
В 1819 году скончалась великая княгиня Екатерина Павловна — вторая супруга короля Вюртемберга Вильгельма I. Его первый брак с Шарлоттой Баварской закончился разводом в 1814 году и был бездетен. В браке с Екатериной Павловной родились две дочери. Так как трон Вюртемберга не наследовался по женской линии, Вильгельм должен был вступить в третий брак. Его невестой и стала герцогиня Паулина Тереза, которая приходилась королю двоюродной сестрой и происходила из той же Вюртембергской династии. Бракосочетание состоялось 15 апреля 1820 года в Штутгарте. Благодаря этому браку она стала королевой Вюртемберга.
Но их брак был несчастлив, возможно из-за привязанности Вильгельма к любовнице, актрисе Амалии Штубенраух. Великая княгиня Ольга Николаевна писала в своих воспоминаниях: 

Несходство её натуры с натурой королевы Екатерины Павловны, женщины во всех отношениях недюженной, делало то, что король бывал часто несправедлив и придирчив к ней. Она же, будучи по природе безобидной и доброй, не могла играть никакой роли в политике… Она никогда не вмешивалась в нашу жизнь и порядок нашего двора. Она не знала ревности и не предъявляла никаких требований— Ольга Николаевна «Сон юности»
Описывая отношения в семье, она отмечала, что «… Родители его (принца Карла Вюртембергского) жили безо всякой внутренней гармонии между собой».

## Дети
В браке родилось трое детей:

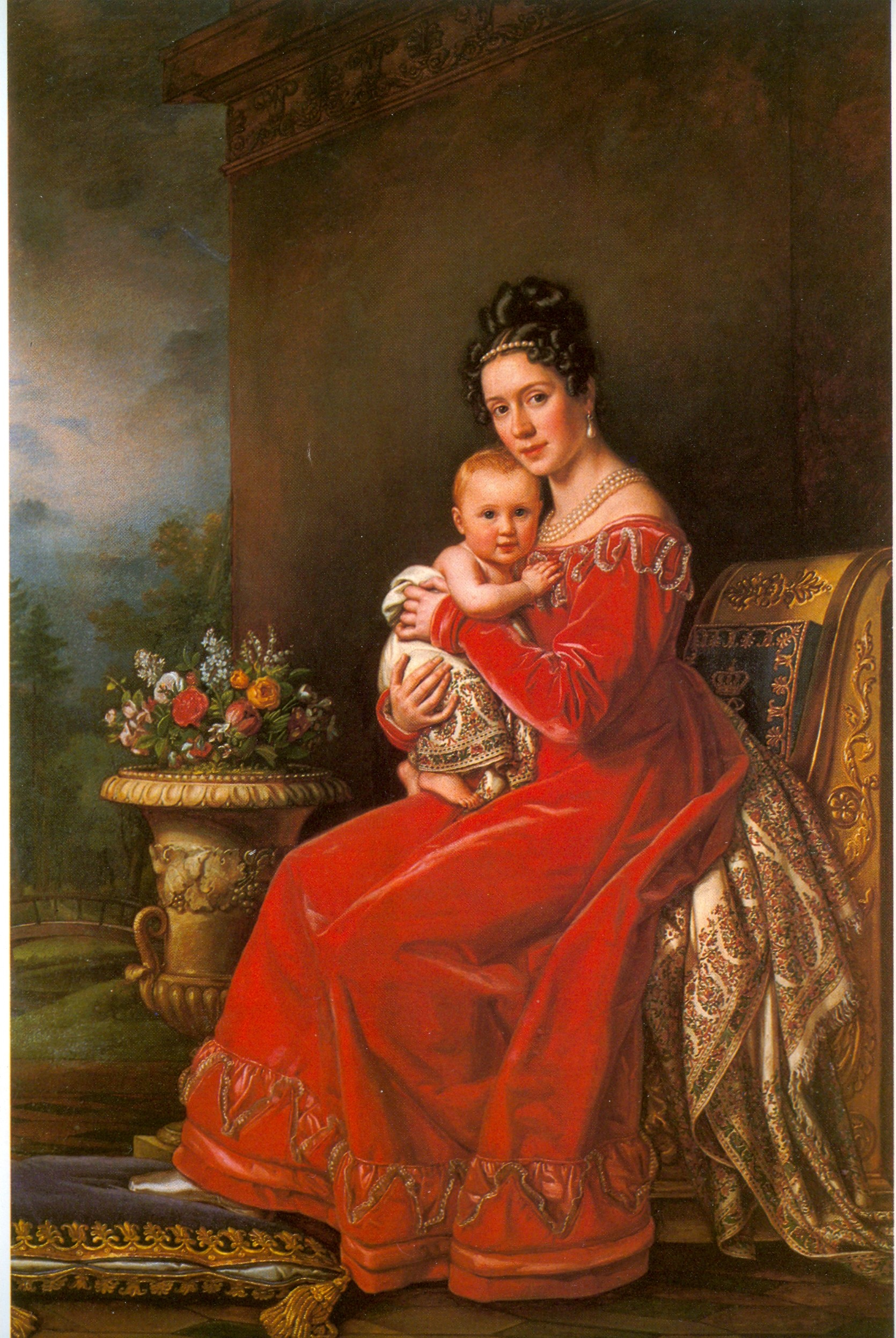
Паулина с сыном, 1825

- Екатерина Фридерика (1821—1898) — супруга принца Фридриха Вюртембергского (1808—1870), мать будущего короля Вюртемберга Вильгельма II.
- Карл (1823—1891), следующий король Вюртемберга. Он женился на великой княжне Ольге Николаевне.
- Августа Вильгельмина (1826—1898) — вышла замуж за князя Германа Саксен-Веймар-Эйзенахского (1825—1901). У них было шесть детей.

Паулина также являлась мачехой Марии и Софии, будущей королевы Нидерландов, дочерей Вильгельма от второго брака.

## Последние годы
Король Вильгельм I умер в замке Розенштейн в Штутгарте 25 июня 1864 года. После его смерти, их отчуждение стало известно общественности; Паулина была исключена из завещания. Она умерла девять лет спустя, 10 марта 1873 года, прожив свои последние годы в Швейцарии.
Королева Паулина Тереза была очень популярной среди простых людей, благодаря заботе о бедных. После её смерти, жители Вюртемберга присвоили её имя многим учреждениям и местам в Штутгарте,Эсслинген-на-Неккаре и других городах.